# Wsewołod Petriw

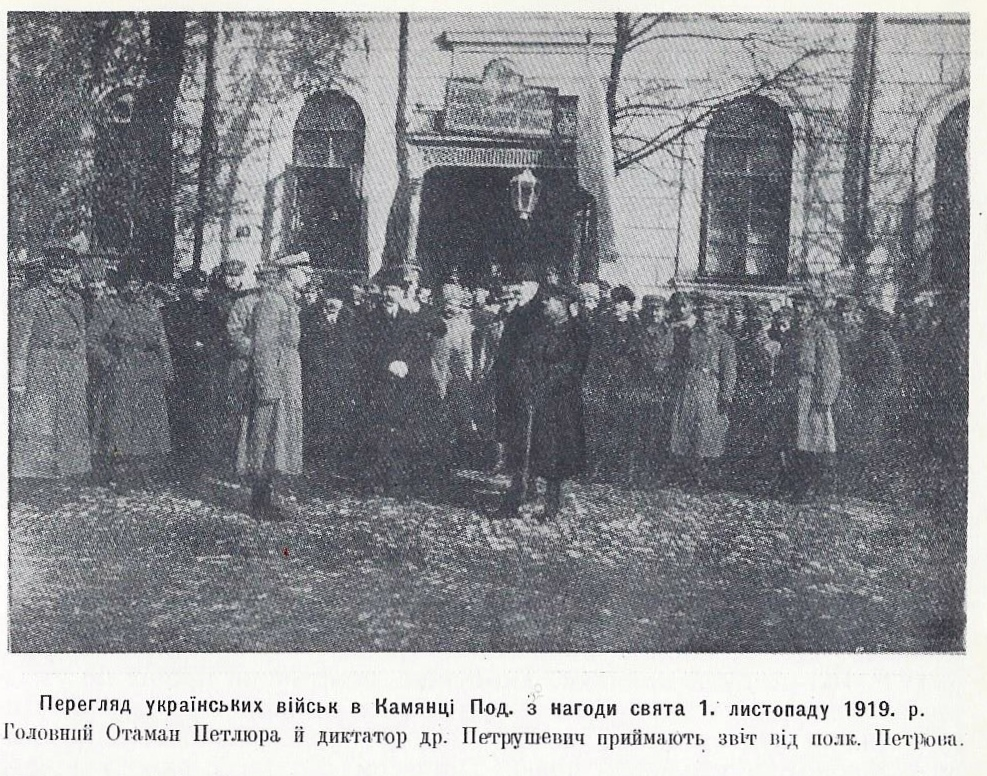
Symon Petlura i Jewhen Petruszewycz odbierają meldunek płk. Wsewołoda Petrowa. Kamieniec Podolski 1 listopada 1919

Wsewołod Mykołajowycz Petriw, ukr. Всеволод Миколайович Петрів (ur. 2 stycznia?/14 stycznia 1883 w Kijowie, zm. 10 lipca 1948 w Augsburgu) – generał chorąży armii URL, minister spraw wojskowych rządu URL, pedagog, autor wielu prac z historii wojskowości.

## Życiorys
Pochodził z rodziny wojskowych. Ukończył Kijowski Korpus Kadetów w 1900, następnie Pawłowską Szkołę Wojskową w Petersburgu w 1902 i Nikołajewską Akademię Sztabu Generalnego w 1910. W czasie I wojny światowej szef sztabu 7 turkiestańskiej dywizji strzelców, w randze pułkownika.
W czasie powstania URL formował hajdamacki pułk konny. Potem służył w Sztabie Generalnym URL, był inspektorem piechoty.
Był ministrem spraw wojskowych w rządzie Mazepy (27 sierpnia 1919 – 26 maja 1920).
W latach 1922–1923 był wykładowcą historii wojskowości na kursach oficerów URL internowanych w Kaliszu-Szczypiornie.
Od 1923 na emigracji w Pradze, był wykładowcą Ukraińskiego Instytutu Pedagogicznego im. Drahomanowa w Pradze.
W 1929 wstąpił do Organizacji Ukraińskich Nacjonalistów (OUN), należał do zarządu organizacji.
W 1941 powołany do rządu Jarosława Stećki, faktycznie nie objął stanowiska. Od 1945 mieszkał w Augsburgu, tam zmarł. Był odznaczony Orderem Świętego Włodzimierza IV klasy, Orderem Świętej Anny III klasy i Orderem Świętego Stanisława II klasy, Szablą Świętego Jerzego.